# Berner (formaggio)
I Berner sono due formaggi a base di latte vaccino, prodotti in Svizzera, a cui nel 2004 è stata riconosciuta la denominazione di origine protetta.
Il Berner Alpkäse è un formaggio a pasta dura, il Berner Hobelkäse a pasta extra dura. Vengono consumati prevalentemente a fette arrotolate.

## Storia
Nelle Alpi dell'Oberland Bernese la produzione casearia è certificata a partire dalla Cronaca di Stumpf del 1548, che vanta l'eccezionale qualità dei formaggi d'alpeggio provenienti dal territorio, denominandoli Sibenthaler e Saanerkäss. La produzione crebbe nel XVIII secolo assumendo una rilevante importanza economica.
Le tecniche produttiva moderne sono ancora quelle stabilite nel 1872.

## Zona di produzione
L'area geografica comprende le aziende che praticano il pascolo estivo in montagna nell'Oberland Bernese e negli alpeggi delle zone limitrofe operanti nel Canton Berna. Tali aziende sono ubicate nel distretto  di Oberhasli, nei comuni di Interlaken, Thun, Frutigen, Saanen e nei comuni che facevano parte dei distretti di Obersimmental e di Niedersimmental

## Processo di produzione

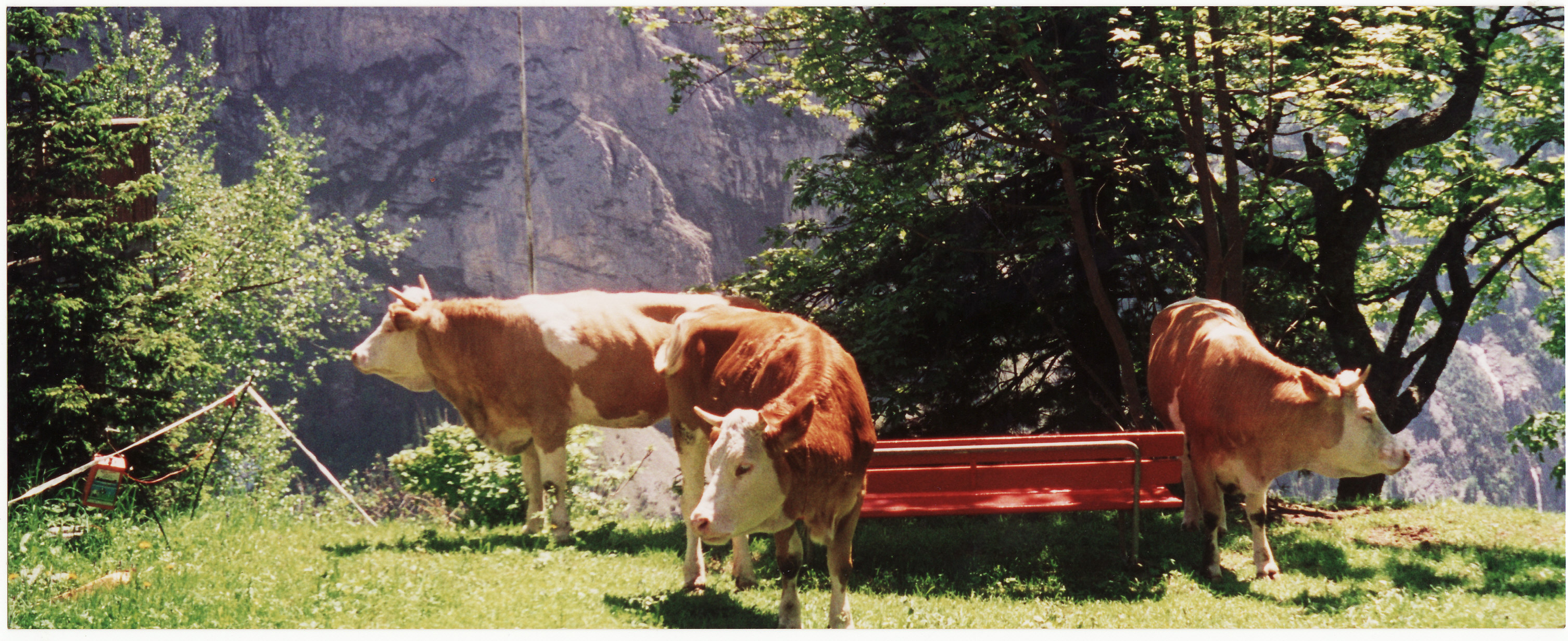
Vacche al pascolo nei monti del Bernese

Il Berner Alpkäse DOP viene prodotto ogni giorno durante l'estivazione, da latte crudo prodotto nell'alpeggio. Raccolto in grandi vasche di rame, il latte viene riscaldato su fuoco di legna, sia diretto sia indiretto, fino a33 °C e quindi la cagliata viene portata a oltre 50 °C. Dopo la pressatura e la salamoia, il formaggio viene spazzolato regolarmente con acqua salata. Dopo due settimane di conservazione in alpeggio, viene trasferito in appositi locali di maturazione e in seguito immesso in commercio a partire da sei mesi.
La produzione del Berner Hobelkäse DOP parte dalla selezione delle forme di prima scelta, rifilate e invecchiate per almeno altri 12 mesi
Le forme hanno un diametro da 28 a 48 cm e pesano da 5 a 14 kg.; ogni forma  riporta il marchi "CASALP"

## Commercializzazione
Ogni estate i caseifici d'alpe dell'Oberland bernese producono circa 1.200 tonnellate di formaggio DOP. Circa l'80% di tutta la produzione viene commercializzata direttamente.